# Фузилли
Фузи́лли (итал. fusilli — маленькие спиральки) — классические итальянские макаронные изделия в виде спирали из твердых сортов пшеницы. Название происходит от слова «fuso», с итальянского «веретено», с помощью которого пряли шерсть. Фузилли имеют широкое распространение прежде всего в северных районах Италии.

## Форма
Фузилли представляют три скреплённые вместе и закрученные по спирали лопасти шириной 0,65—1 см и длиной до 7 см, которые иногда ошибочно путают с пастой ротини.
Для разнообразия фузилли окрашивают в различные цвета, например зелёный (экстракт шпината) или красный (экстракт свеклы).

## Разновидности
Фузилли могут быть сплошными или полыми. Первый вариант фузилли формируется в виде полых трубок спагетти, которые скручиваются в форму пружины или штопора и называются "фузилли букати". Другой вариант — скрученные отрезки спагетти, которые намотали на какой-нибудь предмет, известные как "фузилли лунги". "Фузилли наполетани" — плоские отрезки намотанных спагетти вокруг спирали.

## Использование
Благодаря своей форме они идеально удерживают на поверхности любой соус. Фузилли лучше всего подходят к соусам на основе мяса или сыра рикотта, но так же хороши в сочетании с овощными соусами, приготовленными на основе томатного соуса с баклажанами, сладким перцем, оливками и каперсами. Также фузилли прекрасно раскрывают свою индивидуальность в свежести салатов. Один из самых простых рецептов: смешать отваренные фузилли с томатной пастой и добавить специи по вкусу.